# Oskar Pongratz
Oskar Pongratz , slovenski odvetnik in industrialec, * 25. december 1826, Slovenska Bistrica, Avstrijsko cesarstvo, † 29. april 1892, Dunaj, Avstro-Ogrska.

## Življenje
Oskar Pongratz se je rodil 25. decembra 1826 v Slovenski Bistrici. Po končanem študiju prava in doktoratu se je zaposlil na finančnem uradu v Ljubljani. Leta 1860 je zapustil državno službo in odprl odvetniško pisarno v Ljubljani, ki se je ukvarjala predvsem z gospodarskimi zadevami. 
Že od leta 1857 je sodeloval s svojim bratom Gvidonom in bil njegov pravni zastopnik. Leta 1856 se je poročil z Marijo Mauer, edino hčerko podjetnika Franca Maurerja, ki je bil lastnik premogovnika Trbovolje. Tako je postal solastnik premogovnika, ki se je po zgraditvi Južne železnice precej razširil. Premogovnik v Trbovljah je 1872 prevzela novoustanovljena Trboveljska premogovna družba in Pongratz je bil nekaj časa njen predsednik. Leta 1861 je ob novozgrajeni železniški progi Pragersko-Čakovec odprl premogovnik Dolenje Ladanje pri Maruševcu, ter v naslednjih letih precej sodeloval z bratom Gvidonom pri njegovih gradbenih poslih.
Ob vseh teh poslih je precej obogatel, kar mu je omogočilo da je kupil kar nekaj gradov na Slovenskem (Polzela, Dornava) in Hrvaškem ( Maruševac in Kalenec), ter obsežne vinograde v Svetinjah pri Ormožu. Zaradi obilice dela in naštetih posestev je svojo odvetniško pisarno 1869 prepustil Josipu Sajovicu, ter se preselil na Dunaj.
V  Ljubljani je bil lastnik številnih hiš in stavb, med drugim je imel v lasti znamenito Cukrarno. Leta 1890 je bil povzdignjen v plemiški stan. Umrl je 29. aprila 1892 na Dunaju. Vsakomur od svojih otrok je zapustil grad, tako je sin Oskar dobil grad Maruševac, Gvidon Dornavo, hčerka Frančiška pa Polzelo. Premogovnik Dolenje Ladanje je prevzela delniška družba.